# 2010 في الأوروغواي
فيما يلي قوائم الأحداث التي وقعت خلال عام 2010 في الأوروغواي.

## سياسة

### تعيين في المنصب
- 1 مارس – خوزيه موخيكا رئيس الأوروغواي.

### انتهاء فترة المنصب
- 1 مارس – تاباري فازكيز رئيس الأوروغواي.

## رياضة
- 1 يناير – أوروغواي في كأس العالم 2010

## وفيات

### فبراير
- 15 فبراير – خوان كارلوس غونزاليز (مواليد 1924) لاعب كرة قدم أوروغواياني.

### أبريل
- 22 أبريل – اميليو ألفاريز (مواليد 1939) لاعب كرة قدم أوروغواياني.

### سبتمبر
- 11 سبتمبر – دييغو رودريغيز كانو (مواليد 1988) لاعب كرة قدم أوروغواياني.

### نوفمبر
- 15 نوفمبر – أنخيل كابريرا (مواليد 1939) لاعب كرة قدم أوروغواياني.